# Petar Stanić
Petar Stanić (en serbe : Петар Станић), né le 14 août 2001 à Pančevo en Serbie, est un footballeur serbe qui évolue au poste de milieu offensif au Ludogorets Razgrad.

## Biographie

### Carrière en club
Né à Pančevo en Serbie, Petar Stanić est formé par le FK Dinamo Pančevo (en) avant de rejoindre le FK Železničar Pančevo (en).
Le 3 juillet 2021, Petar Stanić s'engage en faveur de l'Étoile rouge de Belgrade. Il s'engage pour un contrat de quatre ans.
Il remporte son premier trophée lors de la saison 2021-2022, en étant sacré Champion de Serbie.
Le 12 juillet 2022, Petar Stanić est prêté jusqu'en décembre 2022 au Spartak Subotica avec possibilité de prolonger ce prêt jusqu'à la fin de la saison.
Le 27 juin 2023, Petar Stanić quitte définitivement l'Étoile rouge de Belgrade et signe en faveur du TSC Bačka Topola pour un contrat de trois ans, soit jusqu'en juin 2026.
Le 18 juillet 2025, Petar Stanić s'engage en faveur du PFK Ludogorets Razgrad en paraphant un contrat de trois ans, soit jusqu'au 30 juin 2028. Le transfert est estimé à 1,7 millions d'euros.
Il marque son premier but pour le club le 9 août 2025, lors d'une rencontre de championnat face au PFK Slavia Sofia. Il entre en jeu et participe à la victoire de son équipe (0-3 score final).

### En sélection
Petar Stanić joue son premier match avec l'équipe de Serbie espoirs le 12 novembre 2021 contre les îles Féroé. Il entre en jeu et les deux équipes se neutralisent (0-0).

## Palmarès
Étoile rouge de Belgrade
- Championnat de Serbie (1) :
  - Champion : 2021-22.